# 809

## Събития
След тежка обсада хан Крум превзема Сердика и я пресъединява към България.

## Починали
- 24 март – Харун ал-Рашид, арабски владетел